# Rose Tyler
Rose Marion Tyler è un personaggio della serie televisiva britannica Doctor Who, interpretato da Billie Piper.
Il personaggio di Rose venne introdotto nel primo episodio della nuova serie del 2005 in qualità di nuova compagna di viaggio del Dottore, alla sua nona incarnazione. Billie Piper venne accreditata nel cast fisso della serie in tutti gli episodi della prima e della seconda stagione (per poi tornare come guest star in alcuni episodi speciali della quarta) affiancando prima Christopher Eccleston e poi David Tennant.

## Biografia del personaggio
Rose Tyler è una ragazza che lavora come commessa nella Londra del ventunesimo secolo. Quando nell'anno 2005 la capitale britannica subisce un'invasione aliena, Rose viene salvata da un misterioso viaggiatore del tempo che si presenta come «il Dottore» (Christopher Eccleston) e che la invita a condividere le sue avventure a bordo della sua macchina del tempo e astronave, il TARDIS. Rose decide quindi di lasciare la città in cui vive, sua madre Jackie e il fidanzato Mickey e di partire insieme a lui.

### Prima stagione
Rose è testimone di numerose avventure del Dottore, durante le quali i due personaggi sono perseguitati dall'apparizione di due misteriose parole: Bad Wolf.
A Londra, al tempo della seconda guerra mondiale, Rose incontra per la prima volta il capitano Jack Harkness, un truffatore del cinquantunesimo secolo. I tre si ritrovano a dover fermare l'avanzata di un esercito di Dalek presso la stazione spaziale Satellite 5. Rose è costretta ad aprire la console del TARDIS e a guardarvi dentro in profondità fino ad essere avvolta dall'energia del vortice temporale. Con l'energia ottenuta, la ragazza resuscita Jack, ucciso in un conflitto a fuoco dai Dalek, e salva l'universo dalla loro invasione, inoltre grazie ai suoi poteri si scopre che è stata lei a spargere le parole "Bad Wolf" per l'universo.
Il Dottore, consapevole che l'energia contenuta nel TARDIS le sarebbe stata fatale, gliela sottrae con un bacio morendo lui stesso a causa degli effetti collaterali dell'evento. Rose assiste impotente alla rigenerazione del Dottore nella sua decima forma (David Tennant).

### Seconda stagione
Il TARDIS, con il Dottore appena rigenerato, si materializza sulla Terra, il giorno di Natale. Dopo aver salvato il pianeta da un'invasione di Sycorax, lui e Rose partono nuovamente insieme, divenendo sempre più uniti e dipendenti l'uno dell'altra.
Su consiglio di Sarah Jane Smith, sua ex compagnia di viaggio, il Dottore accetta che Mickey Smith, il fidanzato di Rose, li accompagni nelle loro avventure. I tre viaggiatori finiscono in un universo parallelo in cui il padre di Rose è ancora vivo; Mickey decide di restare nella realtà alternativa per lottare contro i Cybermen e proteggere la versione alternativa di sua nonna.
Rose e il Dottore sono nuovamente soli quando ascoltano una profezia secondo la quale la ragazza sarebbe morta lottando al fianco dell'alieno. Yvonne Hartman, direttrice dell'Istituto Torchwood, dà inavvertitamente inizio a una guerra permettendo che un esercito di Dalek e Cyberman arrivi dall'universo parallelo; nel tentativo di ricacciare le due razze aliene nella realtà vuota, Rose resta bloccata nell'universo parallelo poco prima che il portale tra i due universi e il vuoto si chiuda definitivamente.
Il Dottore riesce a trasmetterle un ultimo messaggio per poi lasciarla per sempre.

### Apparizioni successive

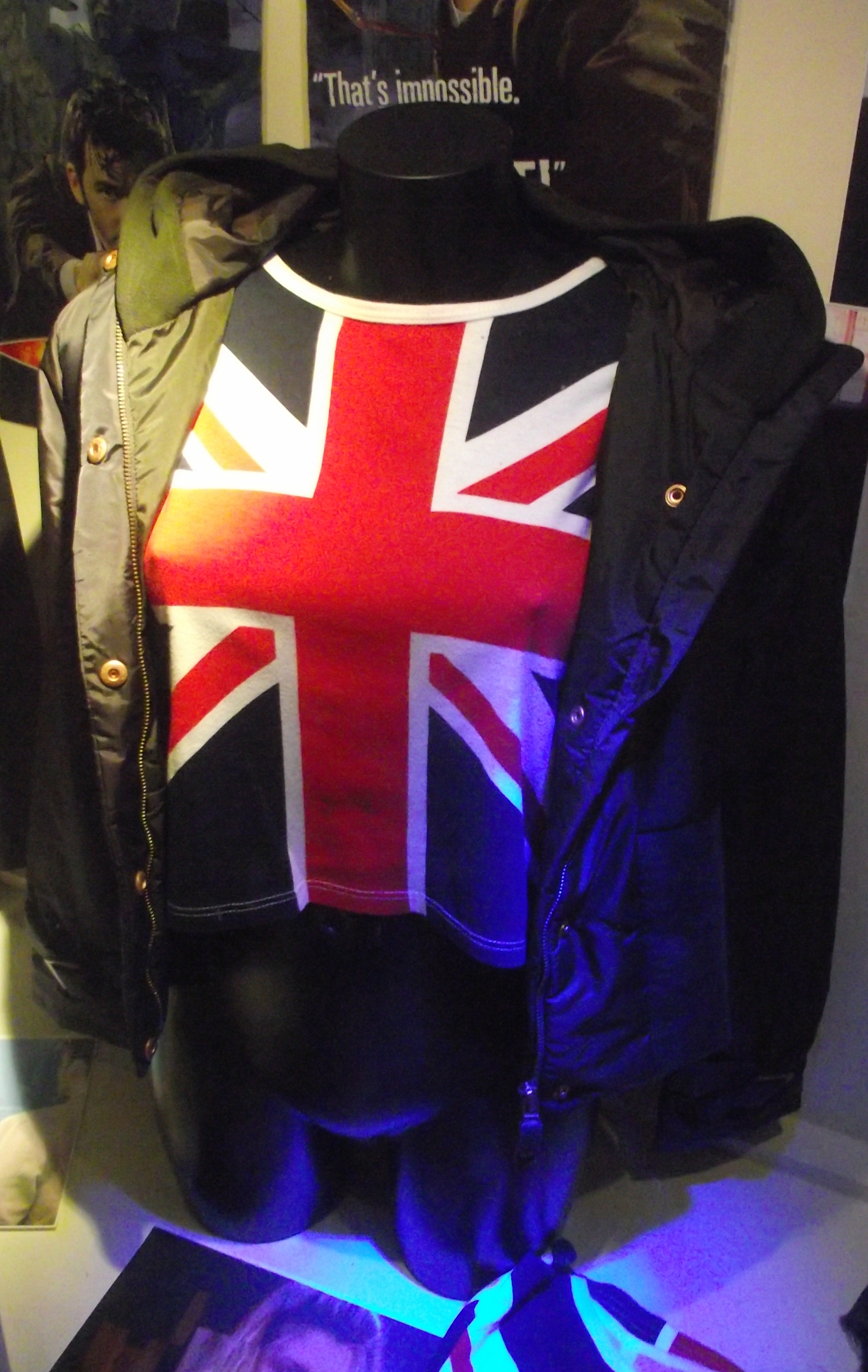
Una delle iconiche magliette indossate da Rose

Rose inizia misteriosamente ad apparire al Dottore, che tuttavia non si accorge della sua presenza, quando questi è in viaggio con Donna Noble. Quando quest'ultima viene ingannata da un alieno che la costringe a creare una linea temporale in cui il Dottore è morto, Rose Tyler giunge dall'universo parallelo al fianco dell'organizzazione militare UNIT per correggere l'errore temporale.
La ragazza si unisce quindi a Sarah Jane, Donna, Martha e Jack per aiutare il Dottore a salvare l'universo. Dalla mano amputata al Dottore durante la sua ultima rigenerazione nasce un suo doppio di natura per metà umana; quando Rose è costretta a tornare nella realtà parallela, il doppio del Dottore la segue, promettendole di passare la vita insieme a lei. Pur essendo poco convinta, Rose lo bacia mentre l'autentico Dottore esce per sempre dalla sua vita.
Poco prima di rigenerarsi nella sua undicesima incarnazione, il Dottore fa visita a tutti coloro che l'hanno seguito nelle sue avventure. Vede dunque per l'ultima volta anche Rose, quando questa ancora non sa chi egli sia.
Nell'episodio della sesta stagione Uccidiamo Hitler il TARDIS produce un ologramma di Rose, su richiesta dell'undicesimo Dottore che, nei guai, chiede alla macchina di proiettare "qualcuno che gli piaccia".
Nell'episodio del Cinquantenario della serie Il giorno del Dottore, l'arma più potente dei Signori del Tempo, il "Momento", un'arma con una volontà sua, prende le sembianze di Rose facendosi chiamare Lupo Cattivo (Bad Wolf).

### In altri media
Il personaggio di Rose appare, oltre che nella serie televisiva, in altri media facenti parte dell'universo espanso di Doctor Who.
In un articolo del Doctor Who Annual 2006, scritto dal produttore esecutivo Russell T. Davies, viene rivelato il suo secondo nome, Marion, e vengono date informazioni extra su sua madre, la sua vita scolastica e i suoi ex fidanzati. Rose appare inoltre in alcune storie del Doctor Who Annual del 2006 e del 2007, così come in alcuni della rivista ufficiale Doctor Who Magazine, nelle riviste per bambini Doctor Who Adventures e Doctor Who - Battles in Time, nei primi dodici romanzi della saga New Series Adventures e nel racconto I am a Dalek.

## Creazione e casting
Il 28 marzo 2004, dopo l'annuncio del ritorno della serie in televisione, venne rivelato il nome della nuova compagna di viaggio del Dottore, Rose Tyler, e che ad interpretarla sarebbe stata l'attrice Billie Piper. Anche Georgia Moffett, figlia di Peter Davison (l'attore che interpretò il quinto Dottore) fece il provino per il ruolo, venendo esclusa. Il personaggio di Rose fece la sua prima apparizione nell'episodio pilota, intitolato Rose, che andò in onda il 26 marzo 2005.
Secondo Billie Piper, Rose non ha paura di sfidare il Dottore e ciò la rende ai suoi occhi una ragazza brillante; i due sono inoltre in grado di pensare in modo molto simile tra loro, nonostante la differenza d'età.